# Chiesa di San Gregorio (Venezia)
La ex chiesa di San Gregorio è un edificio religioso sconsacrato di Venezia, situato nel sestiere di Dorsoduro.
Si affaccia sul campo omonimo, a pochi passi dalla basilica di Santa Maria della Salute (che si erge poco più ad est, al di là del rio della Salute).

## Storia

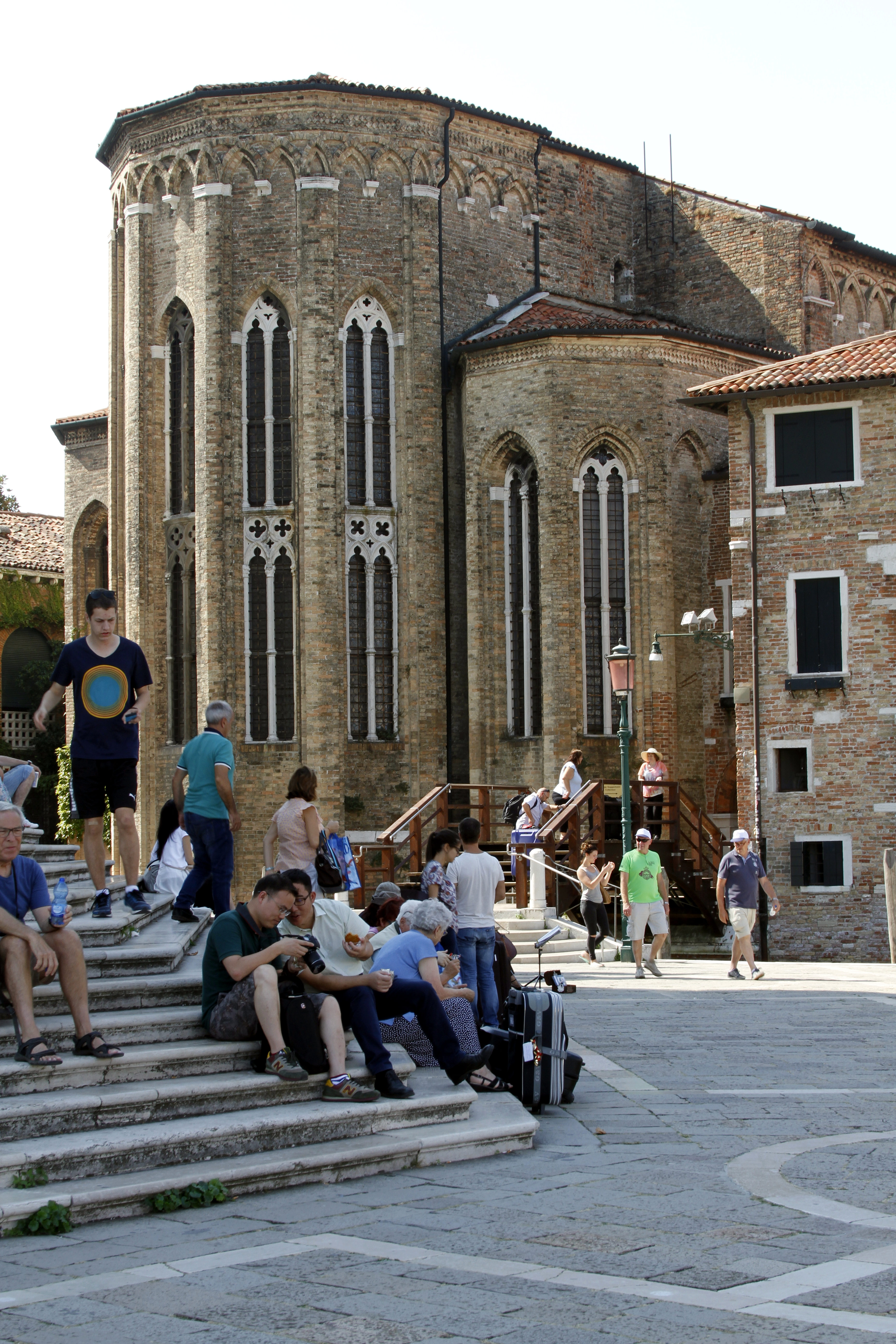
Le tre absidi di San Gregorio dai gradini della Madonna della Salute

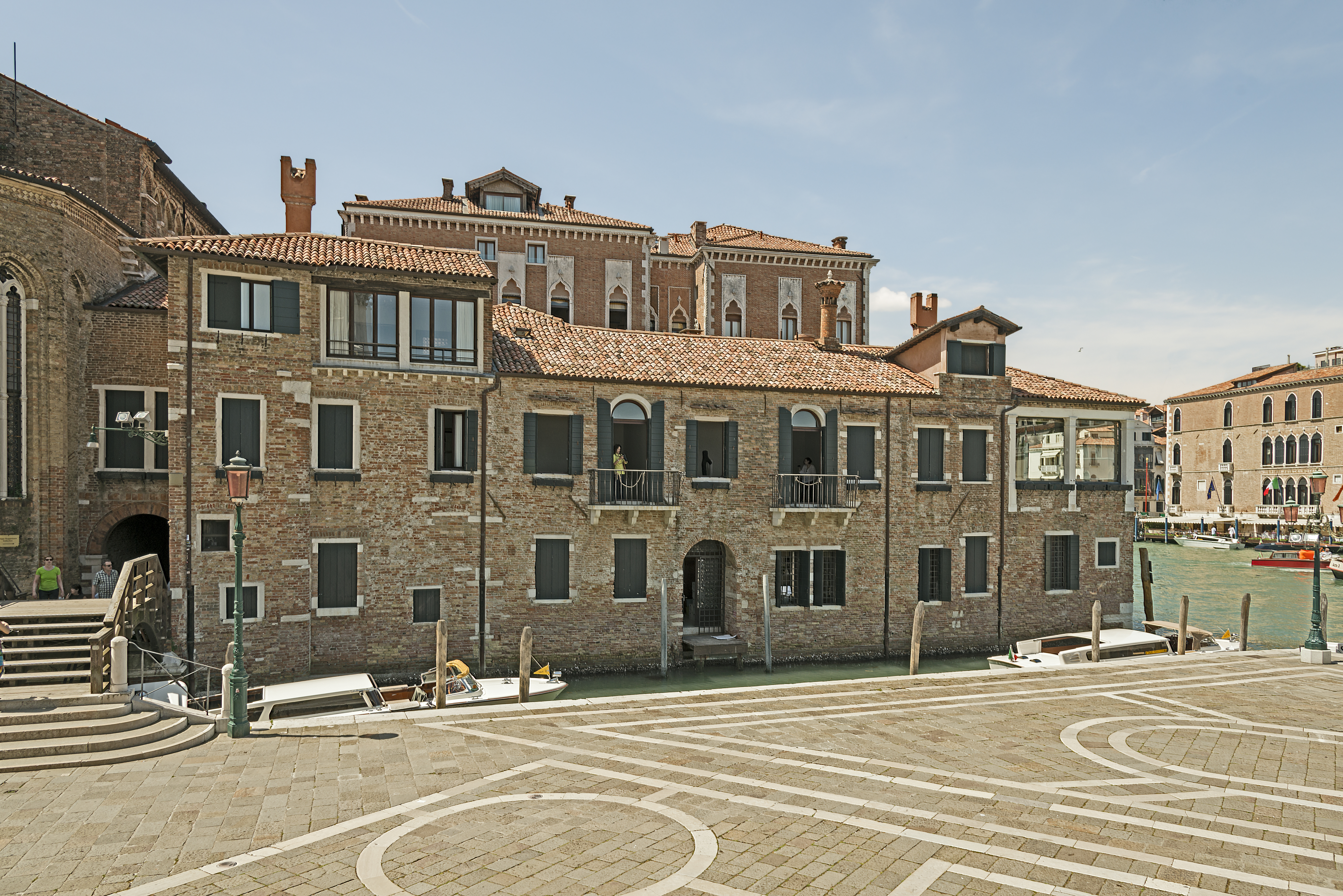
Abbazia di San Gregorio, facciata sul rio della Salute

Eretta, sembra, agli inizi del IX secolo, nel 989 fu sottoposta ai benedettini dell'abbazia di Sant'Ilario. A causa della decadenza di quest'ultima, negli anni successivi si assistette ad un progressivo trasferimento dei monaci verso San Gregorio, che culminò nel 1214, quando l'edificio divenne sede principale della comunità.
Al contempo, la chiesa esercitava funzioni di pieve, attestate in un documento del 1164, con sacerdoti nominati dai monaci. Era in origine affiliata alla chiesa di Santa Maria Zobenigo, sicché il pievano aveva l'obbligo di recarsi nella matrice il sabato santo per assistere alla benedizione del fonte battesimale, ricevendone l'acqua santa.
Ridotta a commenda nel 1450, l'abbazia attraversò un lungo periodo di decadenza, sia economica che spirituale, che terminò con la soppressione del monastero nel 1775. La chiesa mantenne per breve tempo il ruolo di parrocchiale, ma venne chiusa al culto nel 1808, sotto Napoleone, e la sua giurisdizione passò a Santa Maria del Rosario (vulgo Gesuati).
Mentre gli stabili del monastero venivano adibiti ad abitazioni, la chiesa venne occupata da un'officina della Zecca per la raffinazione dell'oro. Dopo il restauro degli anni 1959-60, fu adibita a laboratorio di restauro della Soprintendenza per i beni artistici e storici di Venezia. Oggi risulta da tempo in disuso.
Nel 2017 sono iniziati i lavori per adattare la chiesa a nuova sede  del Museo d'arte orientale. 

## Edificio
L'edificio attuale è il risultato della ricostruzione quattrocentesca ad opera di Antonio Cremonese, che sostituì al precedente stile veneto-bizantino il gotico.
La facciata a capanna è tripartita da quattro lesene. Al centro si trovano il portale, racchiuso da un'elegante cornice a rosette, e, appena sopra, il grande rosone. Il pieno dei mattoni a vista è alleggerito da due bifore sovrapposte per lato.
All'interno, a navata unica, resistono ancora resti di affreschi. Interessanti le tre absidi con i soffitti a capriate.